# Autophila barbarica
Autophila barbarica là một loài bướm đêm trong họ Erebidae.